# Хадсон, Рей
Ре́ймонд Уи́лфред Ха́дсон (англ. Raymond Wilfred Hudson; род. 24 марта 1955, Гейтсхед, Тайн-энд-Уир) — английский футболист, тренер и комментатор.

## Биография

### Карьера игрока
Хадсон подписал контракт с «Ньюкасл Юнайтед» в 1973 году в возрасте 17 лет, перейдя из местной команды «Уикем Джуниорс». За четыре года в составе «сорок» провёл 20 матчей в Первом дивизионе Футбольной лиги. В 1977 году переехал в США, где до 1983 года играл за команду «Форт-Лодердейл Страйкерс» из Североамериканской футбольной лиги. Провёл первую половину 1984 года в ФРГ в составе клуба Второй Бундеслиги «Унион Золинген», сыграв 10 матчей. Играл за «Страйкерс» после их переезда в Миннесоту в 1984 году, который оказался последним годом существования лиги. За восемь лет выступлений в NASL Хадсон забил 44 гола и отдал 99 голевых передач в 197 матчах и пять раз был включён в символические сборные NASL, в том числе в первую команду в 1984 году. Продолжил играть за «Миннесота Страйкерс» в шоубольной MISL до расформирования команды в 1988 году. В 1987 году провёл сезон в команде Канадской футбольной лиги «Эдмонтон Брик Мен». В 1988 году присоединился к команде «Форт-Лодердейл Страйкерс» из Американской футбольной лиги. В феврале 1990 года перешёл в команду «Тампа-Бэй Раудис», подписав двухлетний контракт. Однако в 1991 году вернулся в «Форт-Лодердейл Страйкерс», к тому времени игравший в Американской профессиональной футбольной лиге.

### Карьера тренера
В 1998 году начал комментировать матчи клуба MLS «Майами Фьюжн» на телеканале Sunshine Network. Перед началом сезона 2000 присоединился к фронт-офису клуба в качестве менеджера по работе с общественностью. 8 мая 2000 года Хадсону было поручено временно исполнять обязанности главного тренера «Майами Фьюжн» после увольнения Иво Вортмана. После того как «Майами Фьюжн» выиграл три матча подряд, 22 мая 2000 года он был утверждён главным тренером клуба на постоянной основе до конца сезона 2000. Под его руководством «Майами Фьюжн» дошёл до финала Открытого кубка США 2000, где проиграл «Чикаго Файр». 25 октября 2000 года было объявлено, что Хадсон останется главным тренером «Майами Фьюжн» в сезоне 2001. В сезоне 2001 он привёл клуб к победе в регулярном чемпионате MLS (Supporters’ Shield) с результатом в 16 выигрышей, 5 ничьих и 5 проигрышей. В начале 2002 года клуб «Майами Фьюжн» был расформирован.
8 января 2002 года Хадсон был назначен главным тренером «Ди Си Юнайтед». В сезоне 2002 клуб занял последнее место в таблице Восточной конференции. В сезоне 2003 клуб вышел в плей-офф, но был выбит в первом раунде «Чикаго Файр». 1 декабря 2003 года было объявлено, что «Ди Си Юнайтед» отклонил опцию продления контракта с Хадсоном.

### Карьера комментатора
В 2002 году работал на ESPN, освещая чемпионат мира в Южной Корее и Японии.
Начиная с сезона 2004/05, начал комментировать на телеканале GolTV европейские лиги, освещал чемпионат мира 2006.
В 2012 году присоединился к радио Sirius XM. Летом того же года перешёл с GolTV на новообразованный телеканал beIN Sports.
В марте 2020 года присоединился к группе вещания клуба «Интер Майами» из MLS.
После того как beIN Sports потерял права на трансляции испанской Ла Лиги в США, в мае 2021 года покинул телеканал.
В сентябре 2022 года вернулся на национальное телевидение, присоединившись к CBS Sports для освещения Лиги чемпионов УЕФА.

## Достижения
Как игрока
- Член символических сборных Североамериканской футбольной лиги: 1978 (вторая команда), 1980 (почётное упоминание), 1982 (почётное упоминание), 1983 (почётное упоминание), 1984 (первая команда)

Как тренера
 Майами Фьюжн
- Победитель регулярного чемпионата MLS: 2001